# Goran Jurić
Goran Jurić (Mostar, 5 februari 1963) is een Bosnisch-Kroatisch voormalig voetballer. Jurić was sinds 2011 actief als assistent-trainer bij NK Lokomotiva Zagreb.

## Kroatisch voetbalelftal
Goran Jurić debuteerde in 1988 in het Joegoslavisch nationaal elftal en speelde vier interlands. Voor het Kroatisch nationaal elftal kwam Jurić tot een totaal van vijftien interlands. Jurić kon ook uitkomen voor het voetbalelftal van Bosnië en Herzegovina, vanwege zijn Bosnische wortels.